# Suffissi e suffissoidi della lingua italiana
Elenco alfabetico dei suffissi e dei suffissoidi della lingua italiana.

## Suffissi nominali
| Suffisso | Significato                                                     | Base derivativa                                         | Esempi res o misure |
| -------- | --------------------------------------------------------------- | ------------------------------------------------------- | --- |
| -accio   | peggiorativo                                                    | deriva da un sostantivo                                 | cagnaccio |
| -aggine  | ...                                                             | deriva da un aggettivo                                  | ridicolaggine |
| -aggio   | ...                                                             | deriva dal tema di un verbo                             | lavaggio, passaggio,cremaggio |
| -aglia   | valore collettivo e spregiativo                                 | deriva da un sostantivo                                 | canaglia, gentaglia, marmaglia |
| -aio     | agentivo                                                        | deriva da un sostantivo                                 | giornalaio, fornaio |
| -ame     | ...                                                             | deriva da un sostantivo                                 | pollame |
| -ano     | abitante                                                        | deriva da un nome proprio geografico                    | romano |
| -anza    | ...                                                             | deriva da un aggettivo                                  | abbondanza |
| -asco    | abitante                                                        | deriva da un nome proprio geografico                    | bergamasco |
| -astro   | peggiorativo                                                    | deriva da un sostantivo                                 | nipotastro, fratellastro |
| -ata     | deverbale astratto o concreto: indica l'atto espresso dal verbo | deriva dal tema di un verbo                             | camminata |
| -ato     | sali ed esteri derivati da acidi                                | deriva da un sostantivo                                 | acetato, consolato, solfato |
| -azzo    | dispregiativo                                                   | deriva da un sostantivo                                 | amorazzo |
| -enza    | ...                                                             | deriva da un aggettivo                                  | intelligenza |
| -eria    | negozio, laboratorio, attività commerciale                      | deriva da un sostantivo                                 | caffetteria, panetteria, pirateria |
| -esco    | di relazione, con valore referenziale o spregiativo             | deriva da un sostantivo                                 | boccaccesco, romanesco |
| -ese     | abitante                                                        | deriva da un nome proprio geografico                    | milanese |
| -età     | ...                                                             | deriva da un aggettivo                                  | varietà |
| -etto    | diminutivo, vezzeggiativo                                       | deriva da un sostantivo                                 | caminetto, vizietto, pranzetto |
| -ezza    | ...                                                             | deriva da un aggettivo                                  | bellezza |
| -fero    | che porta                                                       | deriva da un sostantivo o un aggettivo                  | fiammifero, frigorifero, pestifero |
| -icciolo | diminutivo                                                      | deriva da un sostantivo                                 | porticciolo |
| -iere    | ...                                                             | deriva da un sostantivo                                 | banchiere, portiere |
| -ino     | agentivo o strumentale                                          | deriva da un sostantivo                                 | postino, colino |
| -ino     | diminutivo; abitante                                            | deriva da un sostantivo o da proprio geografico         | telefonino, piacentino |
| -iolo    | spregiativo                                                     | deriva da un sostantivo                                 | nomi di mestiere: boscaiolo, acquaiolo, pizzaiolo, trecciaioli spregiativo: donnaiolo (significa corteggiatore di donne), cordiolo/cordioli (significa «dal cuore spregevole» dal latino «cordis» cuore e col suffisso spregiativo del latino volgare -iòlu poi diventato -iolo talvolta -aiolo al plurale -ioli, -aioli), facciolo/faccioli (significa «dalla faccia spregevole» dal latino facies «forma, aspetto, faccia» e col suffisso spregiativo del latino volgare -iòlu) |
| -ismo    | ...                                                             | deriva da un sostantivo                                 | maoismo |
| -ista    | agentivo                                                        | deriva da un sostantivo                                 | giornalista, petrarchista |
| -ità     | ...                                                             | deriva da un aggettivo                                  | semplicità |
| -legio   | raccogliere                                                     | deriva da un sostantivo                                 | sacrilegio, spicilegio |
| -mento   | deverbale astratto o concreto: indica l'atto espresso dal verbo | deriva dal tema di un verbo                             | arredamento, giuramento |
| -oide    | simile a                                                        | deriva da un sostantivo o un aggettivo                  | suffissoide, genialoide |
| -one     | accrescitivo                                                    | deriva da un sostantivo                                 | librone |
| -osi     | condizione, stato, processo                                     | deriva da un sostantivo                                 | ipnosi, necrosi, psicosi |
| -ota     | abitante                                                        | deriva da un nome proprio geografico o da un sostantivo | cipriota, patriota |
| -oto     | abitante                                                        | deriva da un nome proprio geografico                    | corfioto |
| -otto    | vezzeggiativo                                                   | deriva da un sostantivo                                 | scemotto |
| -tore    | agentivo o strumentale                                          | deriva dal tema di un verbo                             | lavoratore, colonizzatore, contatore |
| -tura    | deverbale astratto o concreto: indica l'atto espresso dal verbo | deriva dal participio di un verbo                       | andatura, frittura |
| -uccio   | diminutivo affettivo o peggiorativo                             | deriva da un sostantivo                                 | boccuccia, cavalluccio |
| -ucolo   | valutativo                                                      | deriva da un sostantivo                                 | amorucolo |
| -ume     | ...                                                             | deriva da un aggettivo                                  | marciume |
| -uto     | ...                                                             | deriva da un sostantivo                                 | baffuto |
| -uzzo    | diminutivo affettivo o peggiorativo                             | deriva da un sostantivo                                 | pietruzza, pagliuzza |
| -zione   | deverbale astratto o concreto: indica l'atto espresso dal verbo | deriva dal tema o dal participio di un verbo            | amministrazione, costruzione, inibizione |

## Suffissi aggettivali
| Suffisso | Significato                | Categoria grammaticale                 | Esempi                 |
| -------- | -------------------------- | -------------------------------------- | ---------------------- |
| -ale     | ...                        | deriva da un sostantivo                | funzionale             |
| -ambulo  | camminare, deambulare      | deriva da un sostantivo                | nottambulo, sonnambulo |
| -ario    | ...                        | deriva da un sostantivo                | confusionario          |
| -bile    | passivo                    | deriva dal tema di un verbo            | giustificabile         |
| -errimo  | suffisso intensivo         | deriva da un aggettivo                 | celeberrimo, acerrimo  |
| -ese     | ...                        | deriva da un sostantivo                | milanese               |
| -evole   | ...                        | deriva dal tema di un verbo            | ammirevole             |
| -frago   | che rompe                  | deriva da un sostantivo                | fedifrago, sassifraga  |
| -fugo    | che fugge, che evita       | deriva da un sostantivo o un aggettivo | lucifugo, ignifugo     |
| -ico     | ...                        | deriva da un sostantivo                | filosofico             |
| -issimo  | suffisso intensivo         | deriva da un aggettivo                 | purissimo              |
| -oso     | ...portatore di...         | deriva da un sostantivo                | famoso                 |
| -ota     | abitante                   | deriva da un nome proprio geografico   | cipriota               |
| -oto     | abitante                   | deriva da un nome proprio geografico   | corfioto               |
| -vago    | che desidera, che si muove | deriva da un sostantivo o un aggettivo | lucivago, ondivago     |
| -tivo    | ...                        | deriva dal tema di un verbo            | collaborativo          |
| -torio   | ...                        | deriva dal tema di un verbo            | consolatorio           |

## Suffissi verbali
| Suffisso | Significato | Categoria grammaticale                 | Esempi                                        |
| -------- | --- | -------------------------------------- | --------------------------------------------- |
| -are     | suffisso dei verbi alla prima coniugazione                                                                                  | deriva da un sostantivo o un aggettivo | andare, mandare, calmare                      |
| -arsi    | suffisso dei verbi alla prima coniugazione e dei verbi terminanti alla coniugazione irregolare in "-arre" per il riflessivo | deriva da un sostantivo o un aggettivo | andarsi, mandarsi, calmarsi, trarsi, ritrarsi |
| -ere     | suffisso dei verbi alla seconda coniugazione                                                                                | deriva da un sostantivo o un aggettivo | correre, rincorrere, ripetere                 |
| -ersi    | suffisso dei verbi alla seconda coniugazione per il riflessivo                                                              | deriva da un sostantivo o un aggettivo | corrersi, rincorrersi, ripetersi              |
| -arre    | suffisso dei verbi terminanti alla coniugazione irregolare "-arre"                                                          | deriva da un sostantivo o un aggettivo | trarre, ritrarre                              |
| -orre    | suffisso dei verbi terminanti alla coniugazione irregolare "-orre"                                                          | deriva da un sostantivo o un aggettivo | porre, imporre, riporre                       |
| -orsi    | suffisso dei verbi terminanti alla coniugazione irregolare in "-orre" per il riflessivo                                     | deriva da un sostantivo o un aggettivo | porsi, imporsi                                |
| -urre    | suffisso dei verbi terminanti alla coniugazione irregolare "-urre"                                                          | deriva da un sostantivo o un aggettivo | tradurre, introdurre                          |
| -ursi    | suffisso dei verbi terminanti alla coniugazione irregolare in "-urre" per il riflessivo                                     | deriva da un sostantivo o un aggettivo | tradursi, introdursi                          |
| -ire     | suffisso dei verbi alla terza coniugazione                                                                                  | deriva da un sostantivo o un aggettivo | fiorire, snellire                             |
| -irsi    | suffisso dei verbi alla terza coniugazione per il riflessivo                                                                | deriva da un sostantivo o un aggettivo | snellirsi                                     |

## Suffissi avverbiali
| Suffisso | Significato         | Categoria grammaticale  | Esempi                   |
| -------- | ------------------- | ----------------------- | ------------------------ |
| -mente   | in modo, in maniera | deriva da un aggettivo  | gelosamente, velocemente |
| -oni     | in modo, in maniera | deriva da un sostantivo | gattoni, ginocchioni     |

## Suffissoidi
| Suffissoide  | Significato                         | Categoria grammaticale  | Esempi                               |
| ------------ | ----------------------------------- | ----------------------- | ------------------------------------ |
| -archia      | dominio, governo                    | deriva da un sostantivo | monarchia, tetrarchia                |
| -cero        | corno                               |                         | ceràsta, cladòceri , rinocero(nte)   |
| -cida        | tagliare, uccidere                  |                         | alghicida, battericida               |
| -cinesi      | movimento                           |                         | telecinesi, pirocinesi               |
| -comio       | ospedale                            |                         | manicomio,nosocomio                  |
| -crazia      | potere                              |                         | democrazia, teocrazia                |
| -crono       | tempo                               |                         | sincrono                             |
| -derma       | pelle                               |                         | pachiderma                           |
| -dromo       | correre                             |                         | ippodromo                            |
| -elio        | sole                                |                         | perielio, afelio                     |
| -fagia -fago | mangiare                            |                         | aerofagia, batteriofago              |
| -filia       | affetto                             |                         | cinofilia                            |
| -fobia       | paura                               |                         | aracnofobia                          |
| -fono -fonia | voce, suono                         |                         | afonia, xilofono                     |
| -gonia       | generazione, origine                |                         | cosmogonia, teogonia                 |
| -grafia      | scrittura                           |                         | ortografia                           |
| -gramma      | grafico, scrittura, lettera         |                         | cardiogramma, telegramma, ideogramma |
| -iatra       | medico, dottore                     |                         | psichiatra, odontoiatra, pediatra    |
| -lito/a/e    | pietra                              |                         | monolito                             |
| -logia       | studio                              |                         | teologia                             |
| -machia      | battaglia, combattimento            |                         | tauromachia, gigantomachia           |
| -mania       | passione spiccata, spesso eccessiva |                         | bibliomania, tossicomania            |
| -manzia      | divinazione                         |                         | chiromanzia, necromanzia             |
| -metro       | misura, misuratore                  |                         | perimetro, barometro                 |
| -morfo       | forma                               |                         | antropomorfo, isomorfo               |
| -opoli       | città (originariamente), scandalo   |                         | tangentopoli, calciopoli             |
| -potamo      | fiume                               |                         | ippopotamo, mesopotamia              |
| -scopia      | osservazione                        |                         | radioscopia                          |
| -teca        | contenitore                         |                         | biblioteca, enoteca                  |
| -tomia       | amputazione                         |                         | splenectomia                         |
| -tropo       | direzione, verso                    |                         | allotropo                            |
| -ttero       | ala                                 | deriva da un sostantivo | elicottero, fenicottero, coleottero  |
| -urgia -urgo | lavoro                              |                         | metallurgia, chirurgo                |
| -voro        | divorare                            |                         | carnivoro, idrovoro                  |